# 秋田中央交通男鹿営業所
秋田中央交通男鹿営業所（あきたちゅうおうこうつうおがえいぎょうしょ）は、秋田県男鹿市船川港船川字海岸通り1号8-5にあった秋田中央交通の営業所である。2020年9月いっぱいで廃止。

## 沿革
- 2005年4月1日 - 運行管理を子会社の秋田中央トランスポートに委託。
- 2020年9月末をもって廃止。10月1日からは、秋田中央トランスポート男鹿営業所の単独営業所となる。

## 所管路線

### 男鹿北線
- 男鹿みなと市民病院 - 男鹿駅前 - 羽立駅前 - 仁井山 - 相川 - 野村 -男鹿温泉 - 湯本駐在所前
湯ノ尻経由便あり。

### 船越・潟西南部線
- 男鹿みなと市民病院 - 男鹿駅前 - 羽立駅前 - 脇本駅前 - 脇本中丁 - 船越駅前
- 船越駅前 - 新町 - 長根 - 若美総合支所前

※みなと市民病院～船越間は船越線、船越～若美間は潟西南部線と呼称。みなと市民病院～若美間を直通する場合に船越・潟西南部線となる。

## 廃止・移管路線

### 男鹿温泉線（急行）
- 当該記事を参照。

### 船川線
秋田営業所と共管
- 秋田駅 - 新国道 - 土崎 - 追分三叉路 - 天王グリーンランド - みなと病院

### 男鹿南線
- 男鹿みなと市民病院 - 男鹿駅 - 小泊 - 台島 - 椿漁協前 - 双六中丁 - 門前駐車場前
- 男鹿駅 → 船川南小（男鹿海洋高校）
  - 2016年10月1日より、男鹿市単独運行バスに移管[1]。

### 男鹿中線
- 男鹿みなと市民病院 - 男鹿駅前 - 羽立駅前 - 馬生目 - 開 - 三ツ森 - 島田 - 藤巻台 - 山田 - 中間口回転地 - 山田 - 牧野入口 - 浜間口下丁

### 男鹿北線
- 湯本駐在所前 - 男鹿水族館 - 加茂

※秋田中央トランスポートに移管（一部予約制に）。
- 湯本駐在所前 - 入道崎

※船川タクシーに移管（一部予約制に）。

### 五里合線
- 男鹿みなと市民病院 - 脇本本村・脇本踏切 - 箱井 - 中石・琴川上丁

※秋田中央トランスポートに移管。

### 安全寺線
- 男鹿みなと市民病院 - 羽立駅 - 北浦 - 西水口 - 温浴ランド - 安全寺上丁
往路のみ西水口、温浴ランドを経由しない便あり
- 復路のみ:真山 - 西水口 - 北浦 - 羽立駅 - 男鹿工業高校

※秋田観光バスに移管。

### 潟西線
- 男鹿みなと市民病院 - 脇本本村・ジョフルシティ - 船越駅 - 角間崎 - 下五明光

※秋田観光バスに移管（一部予約制に）。